# 深圳舞王俱乐部火灾
深圳舞王俱乐部火灾是2008年9月20日发生于中国广东省深圳市龙岗区龙岗街道龙东社区舞王俱乐部内的一场特大火灾。舞王俱乐部是一家歌舞厅，于2007年9月8日开业，但没有营业执照和文化经营许可证，消防验收也没有合格，属无牌非法经营。2008年9月20日晚上，有约900多人正在舞王俱乐部内喝酒和观看歌舞表演，约23时许，舞王俱乐部3楼的舞台燃放烟火引发火灾，因现场出口处有一条约10米长的狭窄通道，使里面人员逃生困难，造成共43人死亡，88人受伤的重大事故，其中大部分死者为吸入浓烟窒息而亡。在遇难者中，共有5名为香港人。
2008年11月24日，据国务院调查，深圳龙岗区公安分局副局长陈旭明家中搜出现金约1000多万元，另有其个人帐户下的房产、存款及股票总值约2亿元人民币。据记录，陈旭明的公安分局副局长官职也是花2000万元买回来的。